# Báo sư tử
Báo sư tử (Puma concolor) hay báo cuga (tiếng Anh: Cougar) là một loài mèo lớn trong Họ Mèo phân bố ở Bắc Mỹ, Trung Mỹ và Nam Mỹ. Phạm vi của nó kéo dài từ Yukon ở Canada đến miền nam Andes ở Nam Mỹ, và loài được phân bó rộng nhất trong số các động vật có vú lớn sống trên cạn ở Tây bán cầu. Đây là một loài thích nghi, nói chung, có thể xuất hiện ở hầu hết các loại môi trường sống của châu Mỹ. Do phạm vi sinh sống rộng, chúng còn có nhiều tên như puma, sư tử núi, hổ đỏ và catamount. Ở Mỹ, báo được dùng để chỉ tới báo sư tử, mặc dù thuật ngữ báo đen thông thường là chỉ tới các biến thể nhiễm hắc tố của báo hoa mai hay báo đốm Mỹ thay vì báo sư tử.
Nói chung, báo sư tử có họ hàng gần với báo hoa mai hơn là sư tử. Có một sự biến đổi đáng kể về màu sắc và kích thước của các con báo sư tử trong khu vực sinh sống của chúng. Chúng là loài họ mèo nặng thứ hai ở Tân Thế giới sau báo đốm Mỹ. Với lối sống khá kín đáo và phần lớn là đơn độc, báo sư tử chủ yếu hoạt động về đêm và lúc chạng vạng, mặc dù chúng cũng được nhìn thấy vào ban ngày. Báo sư tử có liên quan chặt chẽ hơn với những con mèo nhỏ hơn, bao gồm cả mèo nhà (phân họ Felinae), so với bất kỳ loài nào thuộc phân họ Báo, trong đó chỉ có loài báo đốm còn tồn tại ở châu Mỹ.
Báo sư tử là một kẻ săn mồi mai phục nhiều loại con mồi. Nguồn thức ăn chính là các động vật móng guốc, đặc biệt là hươu. Chúng cũng săn các loài động vật nhỏ như côn trùng và các loài gặm nhấm. Loài mèo này thích môi trường sống với lớp bụi rậm dày đặc và các khu vực nhiều đá để rình rập, nhưng cũng có thể sống ở các khu vực mở. Báo sư tử có lãnh thổ và tồn tại với mật độ quần thể thấp. Kích thước lãnh thổ riêng lẻ phụ thuộc vào địa hình, thảm thực vật và sự phong phú của con mồi. Mặc dù có kích thước lớn, chúng không phải lúc nào cũng là động vật ăn thịt đầu bảng trong phạm vi của mình do thường phải nhường lại con mồi đã săn được cho những con báo đốm đơn độc, gấu đen Bắc Mỹ và gấu xám Bắc Mỹ, cá sấu mõm ngắn Mỹ (chủ yếu là loài săn báo Florida) và cho những nhóm sói xám. Chúng sống ẩn dật và chủ yếu là tránh người. Các cuộc tấn công gây tử vong cho con người là rất hiếm, nhưng gần đây đang gia tăng ở Bắc Mỹ khi ngày càng có nhiều người vào các vùng lãnh thổ và xây dựng các khu phát triển như trang trại trong lãnh thổ đã thành lập của chúng.
Săn bắn ráo riết sau khi châu Âu xâm chiếm châu Mỹ và sự phát triển liên tục của con người vào môi trường sống của loài báo sư tử đã khiến cho quần thể giảm ở hầu hết các khu vực trong phạm vi lịch sử của nó. Đặc biệt, báo sư tử Bắc Mỹ được coi là đã bị tuyệt chủng cục bộ ở miền đông Bắc Mỹ vào đầu thế kỷ 20, ngoại trừ tiểu quần thể báo Florida bị cô lập. Những con đực thoáng qua đã được xác định ở Minnesota, Missouri, Iowa, Michigan, Indiana, và Illinois (nơi một con báo bị bắn ở giới hạn thành phố Chicago), và trong ít nhất một trường hợp, chúng được quan sát thấy ở phía đông như dãy núi Adirondack ở ngoại ô bang New York và ven bờ biển Connecticut. Các báo cáo về loài báo sư tử phương Đông vẫn xuất hiện thường xuyên ở Đông Hoa Kỳ, mặc dù nó đã được tuyên bố tuyệt chủng vào năm 2011. Tuy nhiên, nhiều người đã suy đoán và tin rằng báo sư tử phương Tây đang tái tổ hợp phạm vi trước đây của báo sư tử phương Đông ở Đông Bắc Hoa Kỳ, và ngày càng có nhiều bằng chứng ủng hộ một số lượng nhỏ báo sư tử phương Tây đang phát triển ở các bang Đông và Đông Bắc, chủ yếu là các báo sư tử di cư từ Trung Tây Hoa Kỳ, mặc dù cũng có thể từ Canada. Vào tháng 4 năm 1997, một người theo dõi có kinh nghiệm tên là John McCarter đã tìm thấy xác chết của một con hải ly với đống phân gần đó trong Hồ chứa Quabbin ở Massachusetts. Phân đã được thử nghiệm tích cực như là từ một con sư tử núi. Vào tháng 3 năm 2011, Steve Ward, một người đi rừng DCR ở bang Massachusetts, đã chụp ảnh các dấu vết trong Hồ chứa Quabbin. Các dấu vết được cho là do cùng một con sư tử núi được nhìn thấy ở Minnesota, Michigan, ngoại ô New York và Connecticut, trước khi bị một chiếc SUV đâm chết ở Connecticut trên đường cao tốc cùng năm. Con vật được cho là có nguồn gốc từ Black Hills ở Nam Dakota. Sư tử núi được ghi nhận tốt ở bang Wisconsin, với một số lần nhìn thấy được xác nhận với bằng chứng hình ảnh và video gần đây là vào ngày 13 tháng 8 năm 2019, với nhiều lần nhìn thấy khác vào đầu năm đó và trong năm trước của năm 2018.

## Tên gọi và từ nguyên
Từ cougar được mượn từ çuçuarana trong tiếng Bồ Đào Nha, thông qua tiếng Pháp; ban đầu nó bắt nguồn từ ngôn ngữ Tupi. Một hình thức hiện tại ở Brazil là suçuarana. Vào thế kỷ 17, Georg Marcgrave đã đặt tên cho nó là cuguacu ara. Kết xuất của Marcgrave được sao chép vào năm 1648 bởi cộng sự Willem Piso. Cuguacu ara sau đó được John Ray nhận nuôi năm 1693. Năm 1774, Georges Louis Leclerc, Bá tước xứ Buffon đã chuyển đổi cuguacu ara thành cuguar, sau này được sửa đổi thành "cougar" trong tiếng Anh.
Puma là tên phổ biến của nó được sử dụng ở các quốc gia nói tiếng Tây Ban Nha và Bồ Đào Nha - các nước Mỹ Latinh, ở nhiều nước châu Âu cũng như ở Hoa Kỳ. Việc sử dụng 'puma' đầu tiên trong tiếng Anh có từ năm 1777, được giới thiệu từ tiếng Tây Ban Nha và trước nhóm ngôn ngữ Quechua của Peru vào thế kỷ 16, trong đó có nghĩa là "hùng mạnh".
Ở Hoa Kỳ và Canada, nó còn được gọi là sư tử núi. Sư tử núi là một cái tên được sử dụng đầu tiên bằng văn bản vào năm 1858. Các tên khác bao gồm panther, painter và catamount. Những nhà thám hiểm Tây Ban Nha đầu tiên của châu Mỹ gọi nó là gato monte có nghĩa là con mèo của núi và 'leon' có nghĩa là sư tử.
Báo sư tử giữ kỷ lục Guinness cho con vật có số lượng tên nhiều nhất, chỉ riêng với hơn 40 tiếng Anh.

## Phân loại và tiến hóa

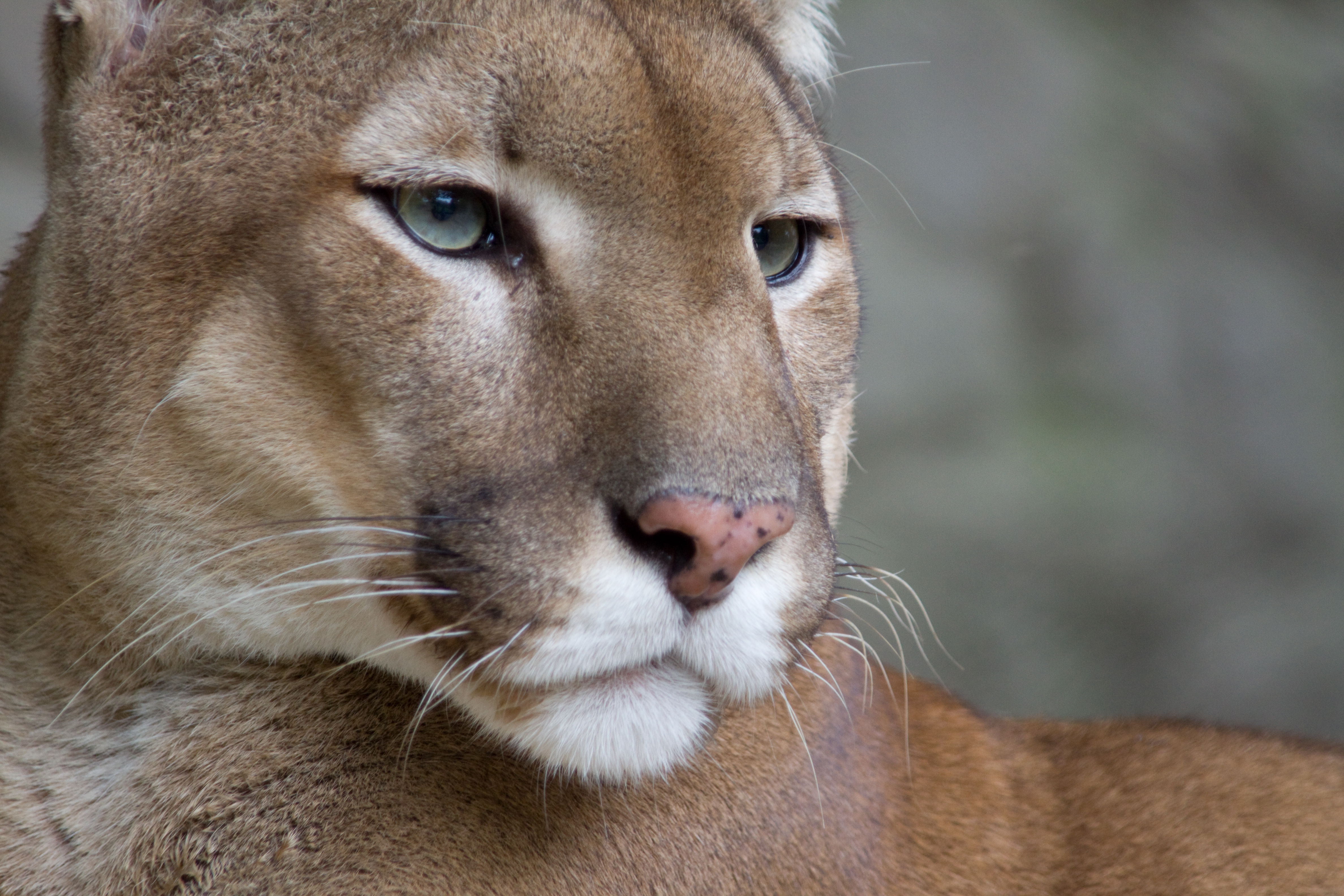
Một con báo sư tử

Báo Florida là một nòi hiếm của báo sư tử sống gần đầm lầy miền nam Florida ở Mỹ, đặc biệt là ở Everglades. Hiện tại ở Florida đang có những cố gắng lớn để duy trì và bảo vệ quần thể còn lại của loài báo địa phương, do số lượng của chúng là rất ít.
Felis concolor là danh pháp hai phần được Carl Linnaeus đề xuất vào năm 1771 cho một con mèo có đuôi dài từ Brasilia. Nó được đặt trong chi Báo sư tử bởi William Jardine vào năm 1834. Chi này là một phần của họ Mèo. Báo sư tử có liên quan chặt chẽ nhất với loài báo đốm Mỹ, cũng như loài báo săn ở châu Phi và Tây Á.

### Phân loài
Theo mô tả khoa học đầu tiên của Linnaeus về báo sư tử, 32 mẫu vật động vật học của chúng đã được mô tả và đề xuất như là phân loài cho đến cuối những năm 1980. Phân tích di truyền của DNA ty thể cho thấy nhiều trong số này quá giống nhau ở cấp độ phân tử để được công nhận là khác biệt, nhưng chỉ có sáu nhóm tồn tại. Các mẫu con báo Florida cho thấy một biến thể kính hiển vi thấp, có thể là do giao phối cận huyết. Sau nghiên cứu này, các tác giả của các loài động vật có vú trên thế giới đã công nhận sáu phân loài sau đây vào năm 2005:
- P. c. concolor (Linnaeus, 1771) bao gồm các từ đồng nghĩa bangsi, incarum, osgoodi, soasoaranna, sussuarana, soderstromii, suçuaçuara và wavula
- P. c. puma (Molina, 1782) bao gồm các từ đồng nghĩa araucanus, concolor, patagonica, pearsoni và puma (Trouessart, 1904)
- P. c. couguar (Kerr, 1792) bao gồm arundivaga, aztecus, browni, californiaica, floridana, hippolestes, oblcera, kaibabensis, mayensis, missoulensis, olympus, oregonensis, schorgeri, stanley
- P. c. costaricensis (Merriam, 1901) P. c. anthonyi (Nelson và Goldman, 1931) bao gồm acrocodia, borbensis, capricornensis, concolor, greeni và nigra
- Puma c. Cabrerae Pocock, 1940 bao gồm hudsonii và puma do Marcelli đề xuất vào năm 1922

Năm 2006, báo đốm Florida vẫn được gọi là một phân loài riêng biệt P. c. coryi trong công trình nghiên cứu.
Kể từ năm 2017, Lực lượng đặc nhiệm phân loại mèo của Nhóm chuyên gia mèo chỉ công nhận hai phân loài là hợp lệ:
- P. c. concolor ở Nam Mỹ, có thể không bao gồm khu vực phía tây bắc dãy Andes
- P. c. couguar ở Trung và Bắc Mỹ, và có thể cả Tây Bắc Nam Mỹ.

### Sự tiến hóa
Họ Mèo được cho là có nguồn gốc từ châu Á khoảng 11 triệu năm trước. Nghiên cứu phân loại trên felids vẫn là một phần, và phần lớn những gì được biết về lịch sử tiến hóa của chúng dựa trên phân tích DNA ty thể. Khoảng tin cậy đáng kể tồn tại với ngày đề xuất. Trong nghiên cứu bộ gen mới nhất của Felidae, tổ tiên chung của Chi Gấm, Chi Linh miêu, Chi Báo sư tử, Chi Mèo báo và Chi Mèo đã di cư qua Beringia vào châu Mỹ từ 8,0 đến 8,5 triệu năm trước (Mya). Các dòng dõi sau đó chuyển hướng theo thứ tự đó. Các felids Bắc Mỹ sau đó đã xâm chiếm Nam Mỹ 2-4 triệu năm trước như một phần của Giao lộ vĩ đại của Mỹ, sau khi hình thành eo đất Panama, nhưng mối quan hệ không được giải quyết. Dòng dõi báo săn được đề xuất bởi một số nghiên cứu đã tách khỏi dòng dõi báo sư tử ở châu Mỹ (xem báo săn châu Mỹ) và di cư trở lại châu Á và châu Phi, trong khi nghiên cứu khác cho thấy loài báo đã chuyển hướng ở Cựu Thế giới. Một mức độ tương tự di truyền cao đã được tìm thấy trong các quần thể báo sư tử Bắc Mỹ, cho thấy chúng đều là hậu duệ khá gần đây của một nhóm tổ tiên nhỏ. Culver et al. đề xuất quần thể P. concolor gốc ở Bắc Mỹ đã bị tuyệt chủng trong sự kiện tuyệt chủng kỷ Đệ Tứ khoảng 10.000 năm trước, khi các động vật có vú lớn khác, như hổ răng kiếm, cũng biến mất. Bắc Mỹ sau đó được phục hồi bởi một nhóm các báo sư tử Nam Mỹ.
Loài báo đốm, được biết đến như là họ hàng gần nhất của loài báo sư tử, trước đây được đặt trong cùng một chi, chi Báo sư tử. Bây giờ nó thường được đặt trong chi mèo cây châu Mỹ.
Một mảnh phân hóa thạch được xác định là từ một loài báo sư tử đã được khai quật ở tỉnh Catamarca của Argentina và có niên đại từ 17002-16573 năm tuổi. Nó chứa trứng Toxascaris leonina. Phát hiện này chỉ ra rằng báo sư tử và ký sinh trùng tồn tại ở Nam Mỹ kể từ ít nhất là kỷ Pleistocen muộn.

## Quần thể và phân bổ
Trước khi có sự khai thác của con người vào châu Mỹ, báo sư tử phân bổ dọc theo châu Mỹ. Thậm chí ngày nay chúng vẫn còn là loài phân bổ rộng nhất trong số các loài động vật trên cạn của Tân thế giới, chiếm 110 độ tính theo vĩ độ, từ miền bắc British Columbia (ở Canada) tới nam Andes (ở cả hai phần thuộc Chile và Argentina).

### Quần thể ở Mỹ và Canada

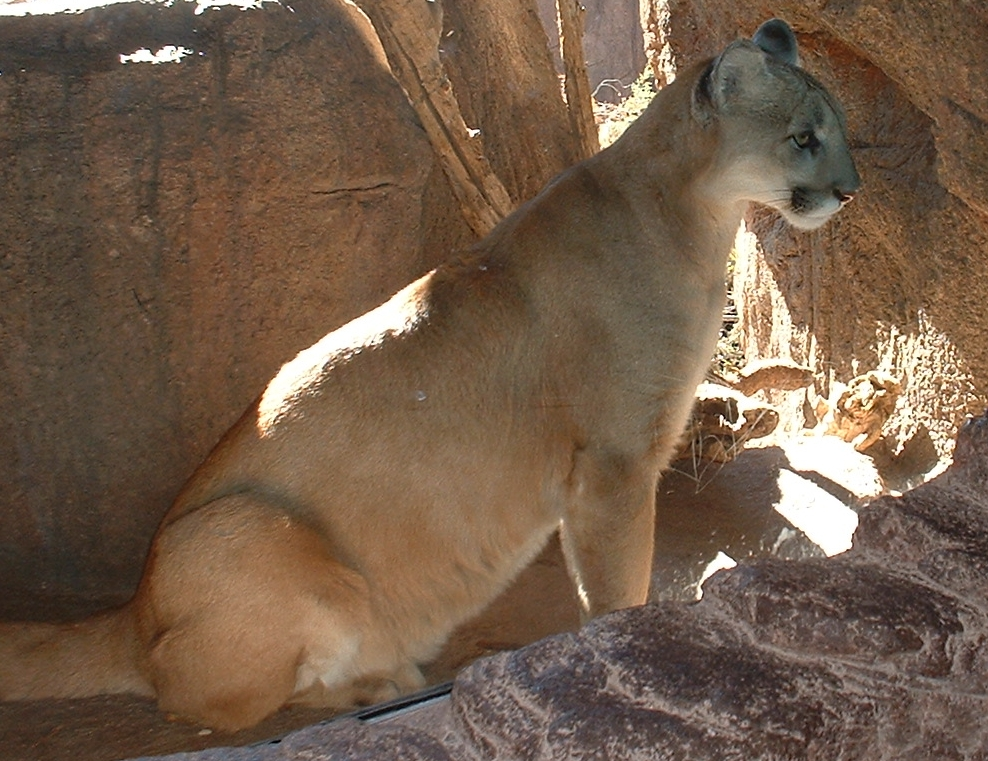
Báo sư tử, chụp ở Viện bảo tàng sa mạc Arizona-Sonora, Tucson, Arizona

Việc săn bắn đã gần như làm tuyệt chủng ở Mỹ, nhưng báo sư tử đã trở lại một cách đầy ấn tượng, với số lượng ước tính khoảng 30.000 cá thể ở miền tây nước Mỹ. Tại Canada, báo sư tử được tìm thấy ở miền tây các đồng cỏ ở Alberta và British Columbia.
Báo sư tử đang mở rộng lãnh địa của chúng tới miền đông, dọc theo các lạch và bờ sông, và đã đến tới Missouri và Michigan. Người ta cho rằng chúng sẽ mở rộng lãnh địa này tới toàn bộ miền đông và nam nước Mỹ trong thời gian tới. Có một số các báo cáo về sự tồn tại của báo cu ga miền đông còn sót lại ở New Brunswick và đồng bằng Gaspé ở Quebec.
Vì sự đô thị hóa trong những khu tiếp giáp đô thị-đất hoang nên báo sư tử thông thường hay va chạm với con người, đặc biệt ở những khu với quần thể lớn của nai, con mồi tự nhiên của chúng. Chúng cũng đi săn các con vật nuôi như chó hay mèo, và gia súc, nhưng chúng lại không phải là nguồn thức ăn của con người.
Ước tính có khoảng 4.000 đến 6.000 báo sư tử ở California và khoảng 4.500 đến 5.000 ở Colorado.

## Các đặc trưng

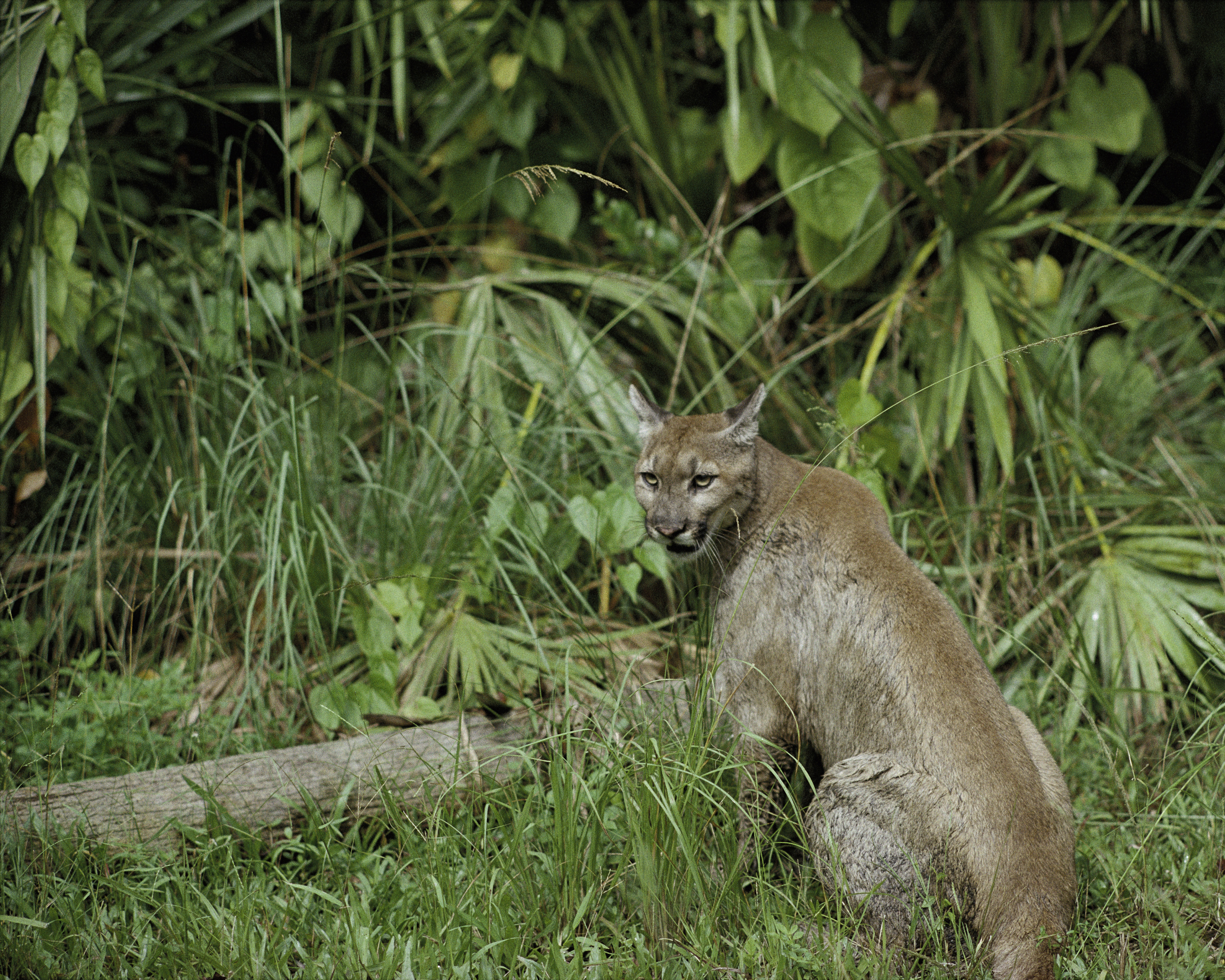
Báo sử tử ở Khu Hoang dã Quốc gia cho loài báo Florida

Báo sư tử có màu nâu với tai và đuôi màu đen. Chúng có thể chạy với vận tốc 50 km/h (30 mph), nhảy xa 6 m (20 ft) từ vị trí đứng, nhảy cao 2,5 m (8 ft), và thông thường cân nặng tới 70 kg (150 lb). Sức mạnh của cú cắn của chúng mạnh hơn của chó nhà. Vuốt của chúng có thể co giãn và có 4 ngón. Con đực trưởng thành dài hơn 2,5 m (từ mũi đến đuôi), và cân nặng 70 kg. Trong một số trường hợp, con đực có thể nặng tới 90 kg (200 lb). Con cái trưởng thành dài tới 2 m (7 ft) và cân nặng 35 kg (75 lb). Con non có các đốm màu đen-nâu và vòng trên đuôi. Chúng sống tới 10 năm trong tự nhiên và 25 năm hay hơn nữa trong điều kiện bị giam cầm.
Báo sư tử sống gần xích đạo là có kích thước nhỏ nhất, và kích thước của chúng tăng lên trong các quần thể gần hai cực.

## Tập tính
Báo sư tử thông thường săn các loài thú có vú lớn, như nai, nai anxét, nhưng cũng ăn thịt các loài thú nhỏ như hải ly, nhím hay chuột, nếu bị đói. Chúng đi săn đơn lẻ và phục kích con mồi, thông thường là từ phía sau. Chúng giết chết con mồi bằng cú cắn vào gáy để làm gãy cổ đối phương. Xác con mồi thông thường sau đó bị cất giấu hoặc che phủ một phần để bảo vệ chúng trong vài ngày, trong khi báo sư tử đi lang thang và sẽ quay lại để ăn tiếp khi đói. Con đực trưởng thành thường chiếm tới 250 km² (100 dặm²) lãnh thổ; con cái trưởng thành trung bình là 50 – 150 km² (20 - 60 dặm²); tuy nhiên diện tích này có thể dao động từ 25 km² (10 dặm²) tới 1.000 km² (370 dặm²).
Dựa theo một báo cáo vào ngày 11 tháng 10 năm 2017 của Mark Elbrok -nhà khoa học đứng đầu của Puma Program tại Panthera Lưu trữ ngày 14 tháng 6 năm 2020 tại Wayback Machine: "[cougars] is a secretive animal with a complex social system completely built on reciprocity." Theo báo cáo, Elbrok chỉ muốn biết rằng thức ăn của những con báo sư tử tại Hệ sinh thái Yellowstonelà gì, và việc phát hiện một cấu trúc xã hội hoàn toàn là một sự tình cờ. Đầu năm 2012, Elbrok khi xem lại các camera đã phát hiện được cảnh một con báo cái đang tiến gần tới xác chết một con nai sừng xám đã bị giết bởi một con báo cái khác. Hai con vật thể hiện những hành vi thù địch, nhưng cuối cùng, con báo đực cái kia đã nhường lại thức ăn cho kẻ mới đến. Và, sự chia sẻ này không phải là một sự tình cờ; hai con báo đã đồng hành cùng nhau trong suốt một ngày rưỡi. Và, dựa trên sự thu thập các mẫu gen, hai con báo này không hề có sự liên hệ về mặt di truyền. Có thể nói. camera của Elbrok đã ghi lại tình bạn đầu tiên được phát hiện trong khoa hoạc giữa hai con báo.
Video này có thể được xem ở đây, do lí do bản quyền nên trang web của National Geographic sẽ được dẫn trực tiếp: https://www.nationalgeographic.com/news/2017/10/pumas-mountain-lions-cougars-society-social-cats-animals/
Elbrok tưởng rằng việc hai con báo gặp nhau như trên là một điều cực kì hiếm, nhưng từ 2012 đến 2015, các camera của Elbrok đã ghi lại hơn 118 sự tương tác giữa hai con báo khác nhau, và hơn 60% những lần bắt gặp này đều xảy ra ở kill sites-.hiện trường săn mồi.
Con đực có thể giao phối với vài con cái. Báo sư tử cái thông thường đẻ 3 hay bốn con trong hang ở những vùng núi đá. Nếu một con đực xâm chiếm được lãnh thổ của một con đực khác, nó có thể giết chết các con non của các báo cái trong vùng đó để chúng nhanh chóng có thể quay trở lại thời kỳ động dục.

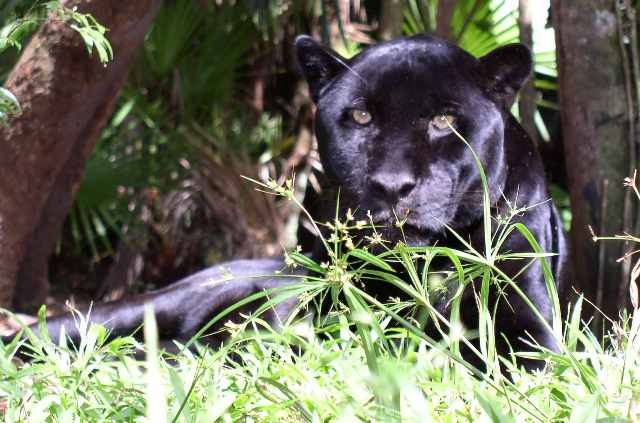
Dạng nhiễm hắc tố của báo đốm Mỹ (Panthera onca), một họ hàng lớn của báo sư tử.

### Tấn công con người

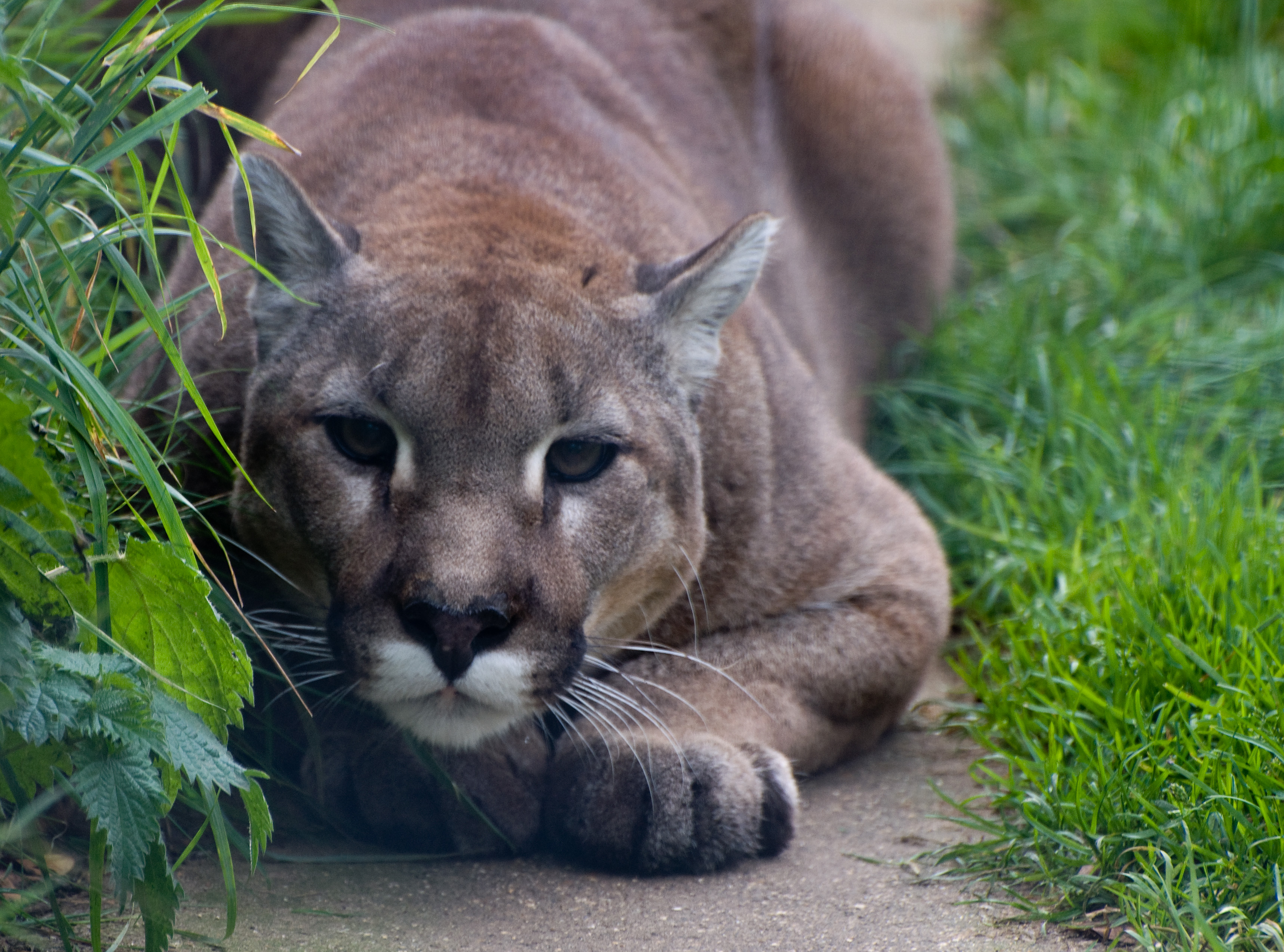
Một con báo sư tử đang rình mồi

Tấn công lên con người thì rất ít, nhưng có thể xảy ra - đặc biệt khi con người xâm lấn các vùng đất hoang và tác động tới nguồn thức ăn của chúng. Đã có khoảng 100 vụ tấn công của báo sư tử đối với con người ở Mỹ và Canada trong giai đoạn từ năm 1890 đến tháng 1 năm 2004, với 16 người tử vong; các con số cho California là 14 vụ và 6 người chết. Sự tấn công của báo sư tử lên con người và vật nuôi gắn với các khu vực dân cư nằm ở các khu vực pha trộn đất đô thị-đất hoang như khu vực Boulder, Colorado là nơi có các con mồi truyền thống của báo sư tử, như nai tai la (Odocoileus hermionus) đã quen sống gần khu vực dân cư và các vật nuôi. Báo sư tử trong những hoàn cảnh đó có thể không sợ con người và chó nữa và coi đây cũng là con mồi của chúng.
Vào ngày 8 tháng 1 năm 2004 báo sư tử đã giết và ăn một phần xác một người đi xe đạp trên núi ở công viên Whiting Ranch Wilderness thuộc quận Cam, California; và được coi là tấn công lên một người khác ngày hôm sau tại công viên này, nhưng người này đã được cứu thoát bởi một người đi xe đạp khác. Sau đó con báo sư tử đực trẻ này đã bị bắn hạ gần khu vực đó trong cùng ngày.

#### Các mẹo an toàn
Các lời khuyên an toàn này được đưa ra bởi California Department of Fish and Game và biên soạn lại cho Orange County Register bởi M. Doss:
- Không đi một mình; đi thành nhóm với người lớn kiểm soát trẻ em.
- Nếu bạn giáp mặt với sư tử núi, không được bỏ chạy; điều này có thể đánh thức bản năng săn đuổi mồi của chúng. Ngược lại, hãy đối mặt với chúng và nhìn thẳng vào mắt nó.
- Thu thập trẻ em, không được cúi xuống hay nghiêng mình trước sư tử núi, nếu có thể.
- Không được cúi xuống hay nghiêng mình đi; điều này làm cho bạn trong mắt của sư tử núi như là một con mồi 4 chân thông thường thay vì là con người.
- Làm mọi thứ để bạn được nhìn thấy to lớn hơn: dang rộng tay, phanh áo jacket, ném đá hay cành cây.
- Chống cự lại nếu nó tấn công. Sư tử núi có thể bị đẩy lùi với đá, gậy, công cụ làm vườn, các cú đạp hay đấm.
- Chỗ tốt nhất để đánh sư tử núi là mõm chúng.
- Loại bỏ các loại cây thấp và rậm rạp, là nơi chúng có thể ẩn nấp.
- Lắp đặt đèn chiếu sáng cửa nhạy với chuyển động.
- Giữ không cho gia súc đi lang thang, không cho chúng ăn ngoài trời.
- Việc chạy trên các đường mòn trong các vùng đất hoang có thể là nguy hiểm vì những người này ít để ý đến xung quanh và chuyển động có thể kích thích phản xạ "đuổi và giết" của loài thú này.